# Проблема устойчивости плазмы
Пробле́ма усто́йчивости пла́змы — одно из основных направлений исследований в физике плазмы, направленное на поиск условий, при которых то или иное стационарное состояние плазмы является устойчивым по отношению к малым вариациям параметров и характеристик плазмы. Данный круг вопросов обладает особой важностью в связи с проблемой управляемого термоядерного синтеза с использованием магнитоудерживаемой плазмы.
Основным объектом исследования при решении проблемы устойчивости плазмы являются плазменные неустойчивости — круг явлений, которые приводят к нестабильности равновесного состояния плазмы и к её отходу от этого состояния.
Бета — отношение давления плазмы к напряженности магнитного поля.
{\displaystyle \beta ={\frac {p}{p_{mag}}}={\frac {nk_{B}T}{(B^{2}/2\mu _{0})}}}
Стабильность МГД при высокой бета-фазе имеет решающее значение для компактного, экономически эффективного магнитного термоядерного реактора. Плотность термоядерного синтеза изменяется примерно как {\displaystyle \beta _{N}^{4}} в постоянном магнитном поле или как {\displaystyle \beta _{N}^{4}}при постоянной доле начальной загрузки в конфигурациях с внешним плазменным током. (Вот {\displaystyle \beta _{N}=\beta /(I/aB)} является нормализованной бета-версией.) Во многих случаях стабильность МГД представляет собой основное ограничение на бета-версию и, следовательно, на плотность мощности синтеза. Стабильность МГД также тесно связана с вопросами создания и поддержания определенных магнитных конфигураций, удержания энергии и установившейся работы. Критические проблемы включают понимание и расширение пределов стабильности посредством использования различных конфигураций плазмы, а также разработку активных средств для надежной работы вблизи этих пределов. Необходимы точные прогностические возможности, которые потребуют добавления новой физики к существующим МГД-моделям. Хотя существует широкий спектр магнитных конфигураций, лежащая в основе физика МГД является общей для всех. Понимание стабильности МГД, полученной в одной конфигурации, может принести пользу другим, проверяя аналитические теории,